# Алям, Амир Асадалла
Амир Асадалла Алям слу́шайтео файле(перс. امیر اسدالله علم‎ — 'Amir Asadollah Alam') (1 апреля 1919, Бирдженд, Иран — 14 апреля 1978, Нью-Йорк, США) — иранский государственный деятель, премьер-министр Ирана (1962—1964).

## Биография
Родился в семье Ибрагима Аляма Шоката аль-Молька, одного из самых богатых людей в Иране, занимавшего должности губернатора провинции Систан и Белуджистан и министра почт и телеграфов Ирана.
После окончания школы отправился с отцом в Тегеран, где был представлен шаху Реза Пехлеви, который предложил ему пройти обучение в недавно созданной Сельскохозяйственной школе в Карадже. Кроме того, шах сам выбрал для него жену. Посещая после свадьбы дворец, Амир Алям подружился с наследным принцем Мохаммедом Реза Пехлеви.
После смерти отца в 1943 г. в возрасте 23-х лет становится губернатором провинции Систан и Белуджистан. В 1946 г. был назначен министром сельского хозяйства, став самым молодым членом кабинета в новейшей истории страны. В 1952 г. шах поручил политику управление своими обширными земельными владениями. Во время премьерства Мохаммеда Мосаддыка у Амира Аляма был отобран паспорт, чтобы он не мог покинуть страну и политик был вынужден вернуться в Бирдженд.
После свержения Моссадыка возвращается в Тегеран и становится одним из ближайших советников Мохаммада Реза Пехлеви. В 1957 г., когда шах решил создать двухпартийную систему, основанную на американской модели, Амиру Аляму было поручено создание Народной партии (Мардом), призванной объединить разрозненные либерально-оппозиционные силы. В июле 1962 г., после возвращения шаха из его поездки в Соединённые Штаты, где он обсуждал с президентом Кеннеди комплексную программу реформ для Ирана, Алям был назначен премьер-министром страны.
В рамках политической реформы женщинам было предоставлено активное и пассивное избирательные права, были расширены возможности политического участия для национальных и религиозных меньшинств, сняты ограничение на замещение ими ряда государственных должностей. При этом они получали право давать присягу не на Коране, а на собственных священных для них книгах. Исламское духовенство восприняло эти инициативы как объявление войны. По стране прокатилась волна беспорядков. Впервые со времен Второй мировой войны в Тегеране было введено чрезвычайное положение. Один из демонстрантов был убит, несколько десятков — ранены, однако в итоге положения, относящиеся к присяге, были исключены из избирательного законодательства. Однако в вопросе наделения избирательным правом женщин Алям был непреклонен.
В июне 1963 года в Тегеране и Куме вспыхнули стихийные демонстрации в поддержку Рухоллы Хомейни, который был арестован двумя днями ранее за критику шахского правительства. В результате подавления беспорядков были убиты десятки человек.
Разраставшийся политический кризис, который вывел в лидеры духовной и политической оппозиции аятоллу Хомейни, привёл в марте 1964 г. к отставке правящего кабинета. Через десять дней политик был назначен ректором Университета Пехлеви в Ширазе, второго по значению высшего учебного заведения в стране.
В 1966—1977 гг. — министр по делам двора. На этой должности играл ведущую роль в планировании и проведении мероприятий, посвященных 2500-летию иранской монархии. В июле 1977 г. переехал в Европу в связи с необходимостью лечения онкологического заболевания, затем переехал в США.